# 여자가 더 좋아 (1983년 영화)
"여자가 더 좋아"는 한국에서 제작된 심우섭 감독의 1983년 영화이다. 강태기 등이 주연으로 출연하였고 최춘지 등이 제작에 참여하였다.

## 출연

### 주연
- 강태기
- 이은숙
- 서영춘
- 김한일
- 배연정

## 기타
- 조명: 손영식